# Henri Estienne
Henri Estienne, cunoscut și sub numele de Henricus Stephanus, (n. 1531, Paris, Regatul Franței – d. martie 1598, Lyon, Franța) a fost un tipograf și savant francez. A fost fiul cel mare al lui Robert Estienne⁠(d). A fost instruit în latină, greacă și ebraică de către tatăl său, pentru ca, în cele din urmă, să preia tipografia Estienne deținută de tatăl său, la moartea acestuia în 1559. Lucrarea sa cea mai cunoscută a fost Thesaurus graecae linguae, tipărită în cinci volume și care a constituit baza lexicologiei grecești, neegalată de nicio altă lucrare asemănătoare timp de trei sute de ani.
Printre numeroasele sale scrieri publicate din autorii greci, cele ale lui Platon au reprezentat sursa pentru paginarea lui Stephanus, folosită și în prezent cu referire la lucrările lui Platon.

## Educație și activitate
Henri Estienne s-a născut la Paris în 1528 sau 1531. Tatăl său l-a instruit în latină, greacă, ebraică și tipografie și, conform unei note din ediția sa Aulus Gellius (1585), a prins puțină latină în copilărie, deoarece latina era folosită drept lingua franca în gospodăria multinațională de atunci. Totuși, a învățat limba greacă în principal de la Pierre Danès. A fost educat și de alți savanți francezi, precum Adrianus Turnebus. La vârsta de optsprezece ani a început să lucreze în afacerea de tipografie a tatălui său, care l-a și însărcinat să compileze un manuscris al lui Dionis din Halicarnas. În 1547, ca parte a pregătirii sale, a călătorit în Italia, Anglia și Flandra, unde a învățat spaniola și s-a ocupat cu strângerea manuscriselor pentru tipografia tatălui său. În jurul anului 1551, Robert Estienne a fugit la Geneva cu familia sa, inclusiv Henri Estienne, pentru a scăpa de persecuția religioasă din Paris. În același an, el a tradus catehismul lui Jean Calvin în greacă, iar în 1554 lucrarea a fost tipărită la tipografia tatălui său.
Estienne a publicat Anacreon în 1554, prima sa lucrare independentă. Ulterior, s-a întors în Italia pentru a ajuta tipografia Aldine din Veneția. În 1555 a descoperit la Roma o copie după Diodor Siculus și s-a întors în Geneva. În 1557 se pare că avea deja o tipografie proprie, autointitulându-se „tipograf parizian” (typographus parisiensis). În anul următor și-a asumat titlul de illustris viri Huldrici Fuggeri typographus de la patronul său, Ulrich Fugger, care l-a salvat de la decăderea financiară survenită după moartea tatălui său. Estienne a publicat prima antologie care a cuprins secțiuni din Parmenide, Empedocle și alți filosofi presocratici.

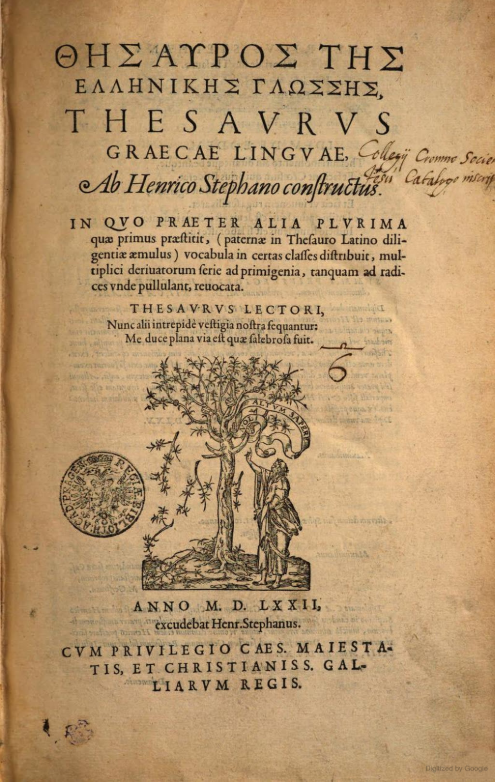
Pagina de titlu a Thesaurus graecae linguae (1572) de Henri Estienne

În 1559, la moartea tatălui său, Estienne a preluat conducerea tipografiei și a devenit tipograf oficial al Republicii Geneva. În același an, a publicat propria traducere în latină a operelor lui Sextus Empiricus și o ediție din Diodorus Siculus, pe baza cercetărilor sale anterioare. În 1565, a tipărit o Biblie amplă în limba franceză. În anul următor și-a publicat cea mai cunoscută lucrare în franceză, Apologie pour Hérodote. Unele pasaje fiind considerate inacceptabile de către consistoriul de la Geneva, el a fost obligat să anuleze paginile respective. Cartea a devenit foarte populară și în șaisprezece ani au fost tipărite douăsprezece ediții. Estienne a folosit tiparul pe care l-a moștenit și nu a inventat altele noi.
Lucrarea sa cea mai celebră, Thesaurus graecae linguae, a apărut în cinci volume în 1572. Acest tezaur a fost o continuare a tezaurului latin realizat de Robert Estienne și a constituit baza lexicografiei grecești, de neegalat timp de trei secole. Cu toate acestea, vânzarea cărții a fost stagnată de prețul ridicat și de tipăririea ulterioară a unei variante prescurtate. În 1576 și 1587, Estienne a publicat două versiuni grecești ale Noului Testament. Versiunea din 1576 conținea primul tratat științific despre limba scriitorilor apostolici. Versiunea din 1587 conținea o discuție despre diviziunile antice ale textului. Alte publicații ale lui Estienne le-au inclus pe cele ale lui Herodot, Platon, Horațiu, Vergiliu, Plutarh și Plinius cel Bătrân. El a publicat, de asemenea, o ediție a lui Eschil, în care Agamemnon din trilogia Orestia⁠(d) a fost tipărit în întregime și ca piesă individuală pentru prima dată.

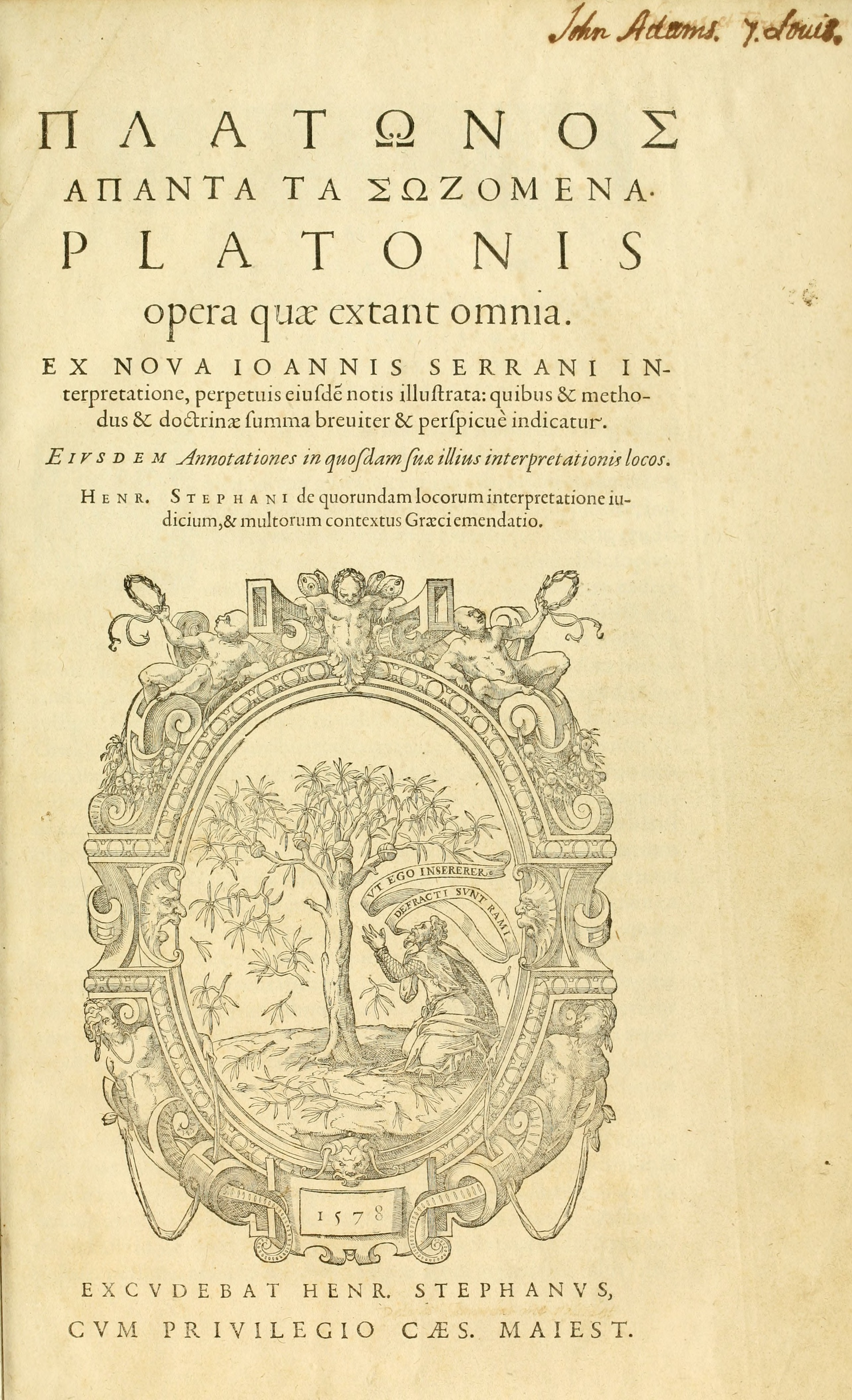
Dialogurile lui Platon au fost traduse în 1578 de Jean de Serres și editate de Henri Estienne, imaginea copiei deținută de John Adams (1735–1826), al doilea președinte al Statelor Unite.

În 1578 a publicat prima și una dintre cele mai importante ediții ale operelor complete ale lui Platon, traduse de Jean de Serres, cu comentarii. Această lucrare este sursa paginării lui Stephanus, standard folosite de cercetătorii de astăzi pentru a se referi la lucrările lui Platon.
Publicarea în 1578 a Deux Dialogues du nouveau françois italianizé l-a implicat într-o nouă dispută cu consistoriul. Pentru a evita cenzura lor, a mers la Paris și a locuit la curtea franceză timp de un an. Când a revenit în Geneva a fost chemat în fața consistoriului și a fost închis timp de o săptămână. Din acest moment viața lui a devenit din ce în ce mai nomadă. A călătorit la Basel, Heidelberg, Viena și Pesta. De asemenea, a stat o vreme în Paris și în alte regiuni din Franța. Aceste călătorii au fost întreprinse parțial în speranța de a-și găsi patroni, dar și cumpărători, pentru că sumele mari pe care le cheltuise pentru publicații precum Thesaurus și ediția Platon din 1578 aproape că îl ruinaseră. În 1954 a publicat un glosar al Noului Testament.
După ce a vizitat Universitatea din Montpellier, unde Isaac Casaubon, ginerele său, era profesor, a pornit spre Paris. S-a îmbolnăvit la Lyon, unde a și decedat la sfârșitul lui ianuarie 1598.

## Familie
Henri Estienne a fost căsătorit de trei ori. S-a căsătorit cu Marguerite Pillot în 1555, cu Barbe de Wille în 1556 și cu Abigail Pouppart în 1586. Estienne a avut paisprezece copii, dintre care trei i-au supraviețuit. Fiica sa a fost căsătorită cu Isaac Casaubon. Fiul său, Paul (născut în 1567), a preluat controlul tipografiei din Geneva împreună cu Casaubon, dar a fugit la Paris pentru a scăpa de autorități. Fiul lui Paul, Antoine, a devenit „Tipăritor al regelui” la Paris și „Gardianul matrițelor grecești”; moartea lui în 1674 a însemnat și sfârșitul tipografiei deținute de familia Estienne timp de aproape două secole.

## Recunoaștere
Henri Estienne este considerat de unii savanți drept cel mai proeminent tipograf din familia Estienne. A fost unul dintre „cei mai mari și ultimii editori și savanți ai Renașterii”.